# Brnčić
Brnčić je priimek v Sloveniji, ki ga je po podatkih Statističnega urada Republike Slovenije na dan 1. januarja 2010 uporabljalo 7 oseb in je med vsemi priimki po pogostosti uporabe uvrščen na 22.059. mesto.

## Znani slovenski nosilci priimka
- Ivo Brnčić (1912—1943), književnik in literarni kritik
- Vera Brnčić (1913—1977), literarna zgodovinarka

## Znani tuji nosilci priimka
- Josip Brnčić (*1914), pravnik, predsednik hrvaškega vrhovnega sodišča